# 奧克尼察區
奧克尼察區（羅馬尼亞語：Raionul Ocniţa）是摩爾多瓦北部的一個區，北鄰烏克蘭，部份邊界為德涅斯特河河面。面積669平方公里。2004年人口56,510人，首府奧克尼察。